# Frans Verhoeven (motorcrosser)
Frans Verhoeven (7 november 1966) is een Nederlandse motorcrosser. Hij is vooral bekend van zijn deelnames aan de Dakar-rally. Momenteel rijdt hij voor Gauloises KTM.
Van 1996 tot 2005 reed hij alleen Enduro. In 2005 reed hij zijn eerste Dakar-rally. Hij eindigde als zestiende, waarmee hij de tweede amateur in de eindstand was. In 2006 ging het wat minder. Hij had veel mechanische pech. Hij eindigde als 26e. In 2007 deed hij ook weer mee. Hij kwam daarin uit voor het KTM/Gauloises-team als waterdrager voor oud-winnaar Cyril Despres. Verhoeven reed een uitstekende rally en finishte meerdere malen in de top-10. In het algemeen klassement stond hij ook even in de top-10, tot hij mechanische pech kreeg en veel plekken verloor. In de twaalfde etappe was hij op weg naar misschien wel de dagzege tot hij viel en zijn beide schouders uit de kom schoten. Verhoeven reed de rally dus niet uit.
In 2009 won Verhoeven op zijn KTM de 2e en 8e stage en eindigde hij overall als 8e. In 2010 werd zijn overwinning van de 11e stage ontnomen doordat andere rijders een compensatie kregen na een verkeerder route aanwijzing. Een stage later ging de motor stuk en moest Verhoeven opgeven. In 2011 wist Frans op een BMW wederom een stage te winnen maar had hij al 4,5 uur verloren met pech. Uiteindelijk werd hij als 16e in de einduitslag vermeld.
Le Dakar 2012, de top 5 was het ultieme doel van Frans Verhoeven. In het begin van de rally ging Frans het gevecht aan met toppers als Despres, Coma en Rodrigues, maar door technische problemen verloor hij echter veel kostbare tijd en eindigde hij tijdens Le Dakar 2012 op een 15e plaats algemeen.
Ook voor Le Dakar 2013 was de doelstelling een topklassering. Terugkijkend naar deze editie waren voor Frans Verhoeven de mooiste momenten de duinen tijdens de eerste etappes en natuurlijk de overwinningen van de etappe van Fiambala naar Copiapo. Tijdens deze loodzware etappe bewees Verhoeven opnieuw dat hij tot de beste Rally Raid motorrijders ter wereld behoort. Helaas is het hem niet gelukt om de titel ‘Beste Yamaha-rijder van Dakar 2013’ te pakken, die ging naar de Fransman Olivier Pain. Frans Verhoeven eindigde als 9e in het algemeen klassement.